# The Inner Life
«Внутренняя жизнь: теософские беседы в Адьяре» (англ. The Inner Life: Theosophical Talks at Adyar) — книга члена Теософского общества Чарлза Ледбитера, впервые опубликованная в 1910 году под названием «Теософские беседы в Адьяре» (первый том), в 1911 году был опубликован второй том.

## История написания
Когда А. Безант в 1909—1910 гг. совершала свои турне по Америке и Англии, она поручила Ч. Ледбитеру, как своему заместителю, проводить ежедневные наставления сотрудникам штаб-квартиры Теософского общества в Адьяре. Ледбитер вспоминал впоследствии, что в течение этого времени он «прочитал множество неформальных лекций и ответил на сотни вопросов». Сказанное им записывалось стенографически и было издано в виде книги под названием «Внутренняя жизнь». Это его самая большая работа, в которой рассматриваются различные стороны доктрины и духовной практики теософии. Вместе с тем её содержание в силу специфики написания несколько фрагментарно и, как говорит сам Ледбитер, «содержит некоторое количество повторов, хотя последние были по возможности удалены. Из предметов, которые тут разбираются, многих я уже касался в прежних своих книгах, но во всех случаях в связи с этими темами здесь представлены результаты последних открытий».

## Структура книги
Автор распределил рассматриваемые в книге вопросы по соответствующим разделам: первый том содержит пять разделов, второй — девять.

### Раздел «Великие и путь к ним»
В. А. Трефилов писал, что, согласно теософским представлениям, в эпоху, когда третья коренная раса была в середине своего цикла, на Земле появились представители высокоразвитого человечества с планетарной цепи Венеры. Это были «Сыны Огня» — светлые существа, принадлежащие к одному из высших разрядов среди «Сынов Разума». Они стали «божественными учителями» земного человечества и внесли в животного человека «искру», из которой сформировалась человеческая душа. Ч. Ледбитер в первом разделе первого тома своей книги, которому он дал заголовок «Великие и путь к ним», изложил известную теософам информацию о Великом Белом Братстве. О руководителе же Братства он говорит так:

«Почтение удерживает нас от того, чтобы много говорить о главе Иерархии, в руках которого — судьба целых континентов, и именем которого даются посвящения. Он — один из немногих Владык Пламени, остающихся на Земле, детей огненного тумана, великих существ, сошедших [с Венеры около 18 миллионов лет назад, чтобы] помочь эволюции человечества нашей цепи и вести её. [Те Великие не принимали тел нашего человечества, тогда совершенно неразвитого, а создавали себе тела, похожие на наши, силой своей воли, это было чем-то вроде постоянной материализации.] Тогда и долгое время после этого никто из нашего человечества не был настолько развит, чтобы занять какие-либо из высших должностей Иерархии, и потому нам требовалась помощь извне. Постепенно, по мере развития человечества, оно становилось в состоянии само сделать это, и Владыки Пламени освобождались, чтобы помогать другим эволюциям. Но один из них всё ещё занимает этот самый высший пост. Он подобен царю, который направляет всю эволюцию, происходящую на планете».

### Раздел «Эго и его проводники»
Ч. Ледбитер в своей книге «предпринял дальнейшую разработку» теософской концепции чакр. В 5-м разделе первого тома «Эго и его проводники» он определяет чакры, как силовые центры, расположенные в «тонких телах» человека. Центров, которые обычно используются в оккультной практике, — семь. Степень «оживления» данных центров определяет способность оккультиста пользоваться астральными чувствами. Говоря своим слушателям об их дальнейшем оккультном продвижении, Ледбитер заявил, что у них «все высшие силовые центры вскоре должны быть пробуждены».
Для пробуждения чакр в оккультных практиках используется энергия кундалини: как сказал Ледбитер, «наши различные проводники могут быть оживлены ею так, что высшие миры откроются перед нами один за другим». По его утверждению, основная функция кундалини (в связи с оккультным развитием) — «оживить» силовые центры эфирного тела, чтобы сделать их «доступными для использования в качестве врат сообщения между физическим и астральным телами».

Особое внимание Ледбитер, впрочем, так же, как и другие теософские авторы, обращает на опасность бесконтрольных экспериментов с энергией кундалини, которые, как правило, приводят ко всякого рода патологиям физического и психического порядка.

### Раздел «Психические способности»
В рамках теософии Ч. Ледбитер наиболее полно развил концепцию ясновидения, как восприятия того, что происходит на высших планах, а также событий прошлого и будущего. В 4-м разделе 2-го тома (под названием «Психические способности») своей книги он обосновывает возможность видения прошлого на том, что все предметы хранят в себе информацию о происходящем вокруг них: «Камень у дороги содержит неизгладимую запись всего, что проехало мимо него». Каждый атом сохраняет запись всего, что когда-либо случилось в его окружении. Благодаря этому свойству и возможна психометрия, так как психометрист может прочитать данную запись. Он даже может не приходить на место «считываемых событий», а психометрировать по предмету, взятому оттуда. По этому же принципу, согласно Ледбитеру, осуществляется психометрирование людей. Так как физическое, астральное и ментальное тела человека не могут содержать записи о прошлых воплощениях, в котором они «не участвовали», для видения прошлых жизней какого-либо человека используется его каузальное тело. Физическое присутствие человека, прошлое воплощение которого считывается, не обязательно.

## Мнение историков религии
Р. Эллвуд писал, что книга Ч. Ледбитера «Внутренняя жизнь», два тома которой были опубликованы в 1910—1911 гг., основана на лекциях автора, в которых он выразил свой взгляд на человеческую природу и жизнь, уделив большое внимание ученичеству и Учителям, пути духовного роста, религии и нравственности. Что касается религии, то можно отметить, что Ледбитер «не менее, чем в церемониальной, был заинтересован в символической и эзотерической стороне христианства». В книге подчёркивается моральная сторона размышлений автора: например, в пассажах о вреде употребления мяса и алкоголя, или о необходимости доброго отношения к детям и животным. Эти вопросы рассмотрены с точки зрения эволюции, что является «наиболее важным» в его сочинениях.
О. Хаммер отметил, что книга Ч. Ледбитера «Внутренняя жизнь», опубликованная в 1910 году, стала одним из главных источников информации о «теософском учении о чакрах», и что его интерпретация понятия о чакрах была в то время для западной аудитории «наиболее авторитетной». По утверждению Ледбитера, чакры представляют собой «энергетические вихри», которые являются обязательным компонентом «тонких тел» человека. Хаммер также обратил внимание на утверждение Ледбитера о важности описания семи чакр в их соответствии с семью цветами видимого спектра и семью нотами музыкальной гаммы.

## Мнение Е. И. Рерих
Для Е. И. Рерих все книги Ч. У. Ледбитера, кроме «Внутренней жизни», были «вреднейшими»: «Все остальные книги (кроме книги „Внутренняя жизнь“) последнего автора (Ледбитера) полны вредных заблуждений». Как последовательный и бескомпромиссный критик его сочинений, назвавшая его «злым гением теософского движения», она дала такое объяснение своему отношению к нему:

«Ледбитер был очень вреден [в силу своего психизма, развитого за счёт духовности. Великие Учителя хотели обезвредить его, удержав его некоторое время вблизи ауры г-жи Блаватской. После её смерти он] втёрся в доверие и дружбу г-жи Безант и стал её чёрным гением. На его совесть нужно отнести большинство её тяжких заблуждений. Низший психизм в соединении с патологически извращённой натурой и нечестностью расцвели в махровый букет самых безвкусных и лживых изложений».

## Критика
По мнению британского индолога Джона Вудроффа, представление автора о чакрах и кундалини, изложенное им в соответствующем разделе книги, «не может считаться выражающим учение индийских йогов», в котором, в частности, седьмой «силовой центр» (сахасрара) вовсе «не называется чакрой».
Маргарет Томас в исследовании «Теософия в сравнении с неотеософией», Рэй Морган в работе «Жизнь после смерти в камалоке» и Джеффри Фартинг в статье «Эфирный двойник: серьёзные последствия ложной предпосылки» отметили многочисленные расхождения теософских представлений, изложенных в книге Ч. Ледбитера «Внутренняя жизнь», с теми, что ранее были опубликованы в сочинениях Е. П. Блаватской и в письмах махатм.
Во 2-м разделе первого тома, который Ч. Ледбитер посвятил религии, он заявил: «Диавола не существует». По этому поводу священник Д. Дружинин (Московский патриархат) написал, что «важно отметить причину», по которой теософы всегда прилагали большие усилия для убеждения людей в «несуществовании диавола», притом, что в «концептуально важнейшем» для теософии антропогенезе содержится подтверждение «как раз обратного». И далее:

«Христианской духовности всегда было известно, что привить людям забвение о своём существовании является одной из главных целей сатаны, чтобы незаметно повелевать ими, ведь невозможно бороться с влиянием того, о существовании чего не знаешь, и служители тьмы — основоположники теософии — активно выполняли данную задачу своего патрона — диавола… Сначала он всеми силами старается уверить людей в своём отсутствии для того, чтобы безопасно над ними властвовать. Затем, когда они уже привыкли к его подспудной власти над собой, „сроднились“ с ним, он явно открывает себя лицом для поклонения, и эта сатанинская личина выставляется и прославляется основоположниками теософии».

## Переиздания и переводы
Книга неоднократно переиздавалась, в основном, на английском языке. Известен русский перевод сокращённого американского издания (без 6-го и 9-го разделов второго тома), выполненный К. А. Зайцевым. Позднее был дополнительно опубликован перевод ещё нескольких глав из упомянутых разделов второго тома.

## Интересные факты
- Влияние Ч. Ледбитера распространилось даже на современную рок-культуру: по утверждению А. Голдмана, биографа Элвиса Пресли, любимой книгой последнего была «Внутренняя жизнь», отрывки из которой он часто читал вслух перед выходом на сцену.[29][K 15]

## Комментарии
1. ↑  Это самая большая из написанных Ледбитером книг: два её тома содержат около 800 страниц.[2]
2. ↑  Цит. Ледбитер Ч. «Внутренняя жизнь: учение махатм об иной реальности». М., 2005, стр. 8.[3]
3. ↑  Цит. Ледбитер Ч. «Внутренняя жизнь: учение махатм об иной реальности». М., 2005, стр. 12.[5]
4. ↑  Цит. Ледбитер Ч. «Внутренняя жизнь: учение махатм об иной реальности». М., 2005, стр. 234.[7]
5. ↑  Цит. Ледбитер Ч. «Внутренняя жизнь: учение махатм об иной реальности». М., 2005, стр. 231, 234.[8]
6. ↑  Цит. Ледбитер Ч. «Внутренняя жизнь: учение махатм об иной реальности». М., 2005, стр. 355.[10]
7. ↑  «Leadbeater The Inner Life, vol. I, section 5».[13]
8. ↑  Цит. Рерих Е. И. «Письма», том 2, стр. 104.[17]
9. ↑  Цит. Рерих Е. И. «Письма», том 2, стр. 322.[17]
10. ↑  Однако Эллвуд писал: «Чарлз Ледбитер был видным теософским писателем, лектором и преподавателем. В сравнении с иной теософской литературой его книги пользуются наибольшей популярностью; на западный оккультизм, включая движение "Нью Эйдж", он оказал прямое или косвенное влияние, как никто другой и в своё время, и после себя».[12]
11. ↑  «Member of the Theosophical Society Scotland, Wales and England, 1912-24».[20]
12. ↑  Цит. Ледбитер Ч. «Внутренняя жизнь: учение махатм об иной реальности». М., 2005, стр. 100.[24]
13. ↑  Р. Эллвуд писал, что идея сатаны — это всего лишь символ, необходимый для представления о «дуализме проявленного существования». Тем не менее «Тайная доктрина» в значительной степени разделяет позицию древних гностиков, которые рассматривали «Иегову-Сатану как гордого, честолюбивого и нечистого духа, злоупотребившего своим могуществом».[26]
14. ↑  «28 editions published between 1910 and 2008 in English and Undetermined and held by 464 WorldCat member libraries worldwide».[28]
15. ↑  Согласно Голдману, Пресли интересовался сочинениями Блаватской «и её учеников» Безант и Ледбитера.[30]